# Chiesa cattolica etiope
La Chiesa cattolica etiope è una Chiesa metropolitana sui iuris nell'ambito della Chiesa cattolica.
Adotta il rito etiope, una delle due varianti del rito alessandrino (l'altra è il rito copto). È diffusa in Etiopia e, fino al 2015, in Eritrea. Costituisce la "controparte" cattolica della Chiesa ortodossa etiope, che la considera scismatica. I cattolici etiopi, aderendo al credo cattolico, a loro volta considerano la Chiesa ortodossa etiope scismatica, sia rispetto alle Chiese ortodosse calcedonesi sia rispetto alla Chiesa cattolica. In comune con gli ortodossi etiopi mantiene la medesima Divina liturgia e le medesime tradizioni, mentre ne differisce al riguardo alla cristologia e ai sacramenti.
Le differenze sono a volte minori a volte sostanziali. Fra le meno importanti, l'inclusione nella Divina liturgia di preghiere per il Papa, per sottolineare la piena comunione con la Santa Sede. Fra le più rilevanti, il mantenimento di un canone di scrittura ortodosso e l'adozione di una teologia ortodossa, che rifiuta il monofisismo. I bambini non sono ordinati diaconi, come invece è prassi comune fra gli ortodossi etiopi, e il clero indossa per lo più la talare e il collare.

## Storia
Le scoperte portoghesi alla fine del XV secolo aprirono la strada per un contatto diretto tra la Chiesa cattolica e la Chiesa d'Etiopia. Risale al 1555 l'istituzione di un patriarcato latino. Soprattutto a causa del comportamento del portoghese Alfonso Mendes, che papa Urbano VIII elesse patriarca d'Etiopia nel 1622 e che fu espulso dal paese nel 1636, questi contatti, che sembravano destinati al successo, portarono invece alla completa chiusura dell'Etiopia ad ulteriori contatti con i cattolici.
Nel 1839, san Giustino de Jacobis arrivò nel paese in qualità di prefetto apostolico d'Etiopia, incaricato cioè di una giurisdizione di rito latino. Preferì invece adottare il rito liturgico etiope. Molti sacerdoti etiopi furono attratti dalla sua santità e dai suoi insegnamenti, e costituirono il primo nucleo di quella che nel 1930 divenne la Chiesa cattolica etiope, quando, a seguito di una continua crescita, fu istituito un ordinariato per i fedeli di rito etiope in Eritrea, affidato ad un vescovo eritreo. L'Eritrea, una colonia italiana dal 1894, aveva già una giurisdizione ecclesiastica separata, al cui vertice c'era un vescovo italiano per i cattolici di rito latino, che erano in massima parte italiani.
Il rito latino prese piede anche nell'Etiopia meridionale, in regioni che non erano cristiane e che erano state annesse all'Etiopia odierna non prima della fine del XIX secolo. La conquista italiana dell'Etiopia nel 1936 diede incremento al numero delle giurisdizioni di rito latino, ma l'espulsione di missionari stranieri al termine della Seconda guerra mondiale comportò che il clero di rito etiope assumesse la responsabilità di vaste regioni del paese. Conseguentemente, il 31 ottobre 1951, fu istituito un esarcato apostolico di rito etiope ad Addis Abeba, e l'ordinariato per l'Eritrea fu elevato al rango di esarcato. Dieci anni dopo, il 9 aprile 1961, fu istituita una metropolia etiope, con Addis Abeba come sede metropolitana e Asmara (in Eritrea) e Adigrat (in Etiopia) come eparchie suffraganee.
Nel 1995, due nuove eparchie, quelle di Barentù e di Cheren, sono state erette in Eritrea ed è stato soppresso il vicariato apostolico di rito latino. L'Eritrea è quindi diventata l'unico paese dove tutti i cattolici, quale che sia il loro rito, sono soggetti ad una giurisdizione ecclesiastica orientale.
Nel 2003, fu eretta un'altra eparchia a Emdeber nell'Etiopia meridionale, risultandone che la Chiesa cattolica etiope consisteva di sei sedi, tre in Etiopia e tre in Eritrea.
La lingua ge'ez, una lingua semitica caduta in disuso da secoli, è la lingua liturgica di questa Chiesa.
Il 19 gennaio 2015 papa Francesco ha dato alla Chiesa cattolica eritrea la struttura di Ecclesia sui iuris, distaccandola dalla Chiesa etiope. Al tempo stesso ha eretto in Etiopia la nuova eparchia di Bahir Dar-Dessiè, con territorio dismembrato dall'arcieparchia di Addis Abeba.

## Organizzazione

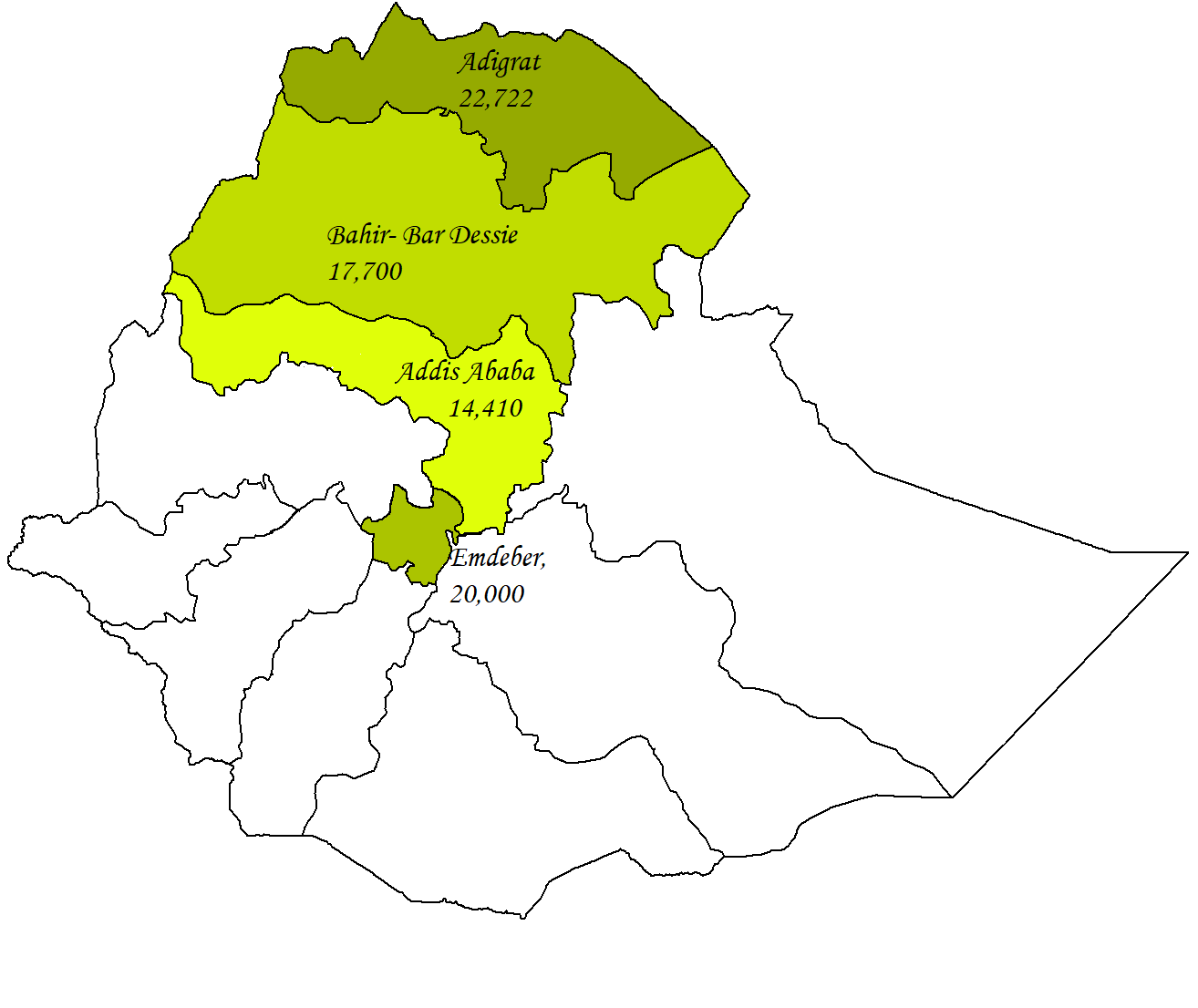
Carta delle circoscrizioni della Chiesa etiope con numero stimato dei fedeli.

Secondo il Codice dei canoni delle Chiese orientali, la Chiesa cattolica etiope, essendo una Chiesa metropolitana sui iuris, è retta dall'Arcieparca Metropolitano e dal Consiglio dei Gerarchi, che deve riunirsi almeno una volta ogni anno.
La Chiesa cattolica etiope è costituita dalle seguenti circoscrizioni ecclesiastiche:
- Arcieparchia di Addis Abeba, con tre eparchie suffraganee
  - Eparchia di Adigrat
  - Eparchia di Bahir Dar-Dessiè
  - Eparchia di Emdeber

## Arcieparchi metropolitani
- Asrate Mariam Yemmeru (1967 - 1976)
- Paulos Tzadua (1977 - 1998)
- Berhaneyesus Demerew Souraphiel, C.M., dal 1998